# Mammillaria roseoalba
Mammillaria roseoalba är en kaktusväxtart som beskrevs av Boed. Mammillaria roseoalba ingår i släktet Mammillaria och familjen kaktusväxter. Inga underarter finns listade i Catalogue of Life.